# Ethevaldo Siqueira
Ethevaldo Mello de Siqueira (Monte Alto, 1 de agosto de 1932 - São Paulo, 17 de outubro de 2022) foi um jornalista brasileiro, sendo ainda, escritor e consultor especializado em telecomunicações, eletrônica de entretenimento e novas tecnologias da informação. Era comentarista da rádio CBN, da qual saiu em 17 de abril de 2017.

## Biografia
Ethevaldo Siqueira nasceu no interior do estado de São Paulo, na cidade de Monte Alto. Cursou jornalismo, na primeira turma da Escola de Comunicações da Universidade de São Paulo (USP). De 1967 a 2012, escreveu no jornal O Estado de S. Paulo, passando sucessivamente pelos cargos de repórter, editor, repórter especial e colunista. Foi colaborador especial da Revista Veja e foi comentarista da Rádio CBN com a coluna diária Mundo Digital. Foi colunista do jornal O Estado de S. Paulo de 1967 a 2012.
Ganhou os seguintes prêmios profissionais — Prêmio José Reis de Divulgação Científica e Tecnológica, do CNPq (1985), Prêmio Telesp de Telecomunicações (1979), Prêmio Ministério das Comunicações de Telecomunicações (1974), duas versões do Prêmio Esso de Jornalismo (1968 e 1978), Prêmio Comunique-se de 2007 (Jornalista de Tecnologia). Participa do Júri do Prêmio Embratel de Jornalismo desde o ano 2001.
Foi professor de Tecnologia da Informação e Telemática do Curso de Jornalismo da Escola de Comunicações e Artes (ECA), da Universidade de São Paulo (USP), de 1986 a 1996.
Fundou e dirigiu as Revistas RNT (Revista Nacional de Telecomunicações (de 1979 até abril de 2001) e TelePress  Latinoamérica (de 1991 a abril de 2001).
Em 17 de abril de 2017, Ethevaldo deixa a Rádio CBN por uma discussão com o diretor da emissora, Ricardo Gandour, com o qual já tinha trabalhado no Estadão.
Faleceu em 17 de outubro de 2022, vitimado por uma leucemia. 

## Publicações
- A Sociedade Inteligente: Sobre a Revolução das Telecomunicações, dos Computadores e dos Robôs (Bandeirante, São Paulo, 1987);
- Telecomunicações: Privatização ou Caos (TelePress Editora, São Paulo, 1992);
- Telecomunicações: um Monopólio Contra o Brasil (TelePress, 1993);
- Três Momentos da História das Telecomunicações no Brasil (Dezembro Editorial, 1998 e, segunda edição de 1999) (Traduzido para o inglês, com o título de The Brazilian Telecommunications Saga — From Dom Pedro II to the Digital Revolution);
- Brasil: 500 anos de Comunicações — A eterna busca da liberdade, (Dezembro Editorial, São Paulo, 2000);
- Grandes Personalidades das Comunicações — Dezembro Editorial, São Paulo, 2001;
- 2015-Como Viveremos — Editora Saraiva, São Paulo, 2004, em terceira edição, focalizando o impacto das tecnologias da informação e das comunicações na vida humana.
- Perspectivas da Sociedade da Informação no Brasil, autor e organizador. Telequest-Telefônica, São Paulo, 2006.
- Tecnologias que mudam nossa vida — Autor e organizador — Editora Saraiva, São Paulo, 2007. Nova edição do livro anterior (Perspectivas da Sociedade da Informação no Brasil).
- Revolução Digital — Um século de Inovações e de História — Editora Telequest e Editora Saraiva, São Paulo, 2007.
- Para Compreender o Mundo Digital — (Seleção de Colunas do jornal O Estado de S. Paulo e de comentários da Rádio CBN) — Editora Globo –São Paulo — 2008.